# شنان يوجيني
الشَّنَّان اليوجيني (باللاتينية: Anabasis eugeniae) نوع نباتي يتبع جنس الشَّنَّان من الفصيلة القطيفية.

## الموئل والانتشار
موطنه القوقاز.